# Alfonso Pardo y Manuel de Villena
Alfonso de Pardo y Manuel de Villena (Madrid, 18 de febrero de 1876-Madrid, 21 de junio de 1955) fue un político y académico español, diputado y senador en las Cortes de la Restauración, además de miembro de la Asamblea Nacional Consultiva durante la dictadura de Primo de Rivera. Ostentó los títulos nobiliarios de xiv marqués de Rafal, iv marqués de Villa Alegre de Castilla, iv marqués de Valdesevilla y x vizconde de Peñaparda de Flores.

## Políticas sucesorias
Su madre ostentó una importante suma de títulos nobiliarios, pero decidió repartir sus posesiones, unas en testamento y otras en vida, siguiendo con las políticas hereditarias que se habían practicado en la última sucesión, en las que no heredaba el mayor de los varones todos los bienes de la familia en función de mayorazgo, sino que los títulos junto a sus posesiones se repartían a gusto de su propietario entre varios de los hijos. 
Esta política sucesoria, practicada por José Casimiro Manuel de Villena y Bambalere fue seguida por María Isabel Manuel de Villena y Álvarez de las Asturias, hecho que llevó a Alfonso a ser portador de alguno de los títulos de su madre, que en otras circunstancias hubiese tenido muy difícil por no ser el primogénito y habiendo tenido descendencia éste. Pero también llevó a la disgregación del poderío del marqués de Rafal, que en los últimos años había ido acrecentándose hasta alcanzar altísimos niveles de riqueza y posesiones, debido a la adquisición de nuevos títulos, bien por herencias, o por concesión de los monarcas, y que siempre iban acompañados de más riquezas y de nuevas tierras.
A pesar de que con el reparto de títulos iba el reparto de las riquezas de la familia, los dos únicos varones eran los herederos con la mejor parte. El heredero de Arturo, su hijo Carlos, había quedado con el condado de Vía Manuel, pilar fundamental de la Casa de Manuel de Villena desde 1625 y el más importante de sus títulos por representar un linaje real, al tiempo que había quedado con alguna que otra posesión más, mientras que a Alfonso le otorgaron el marquesado de Rafal con grandeza de España, que era el título con el rango más elevado de la familia Manuel de Villena desde su adquisición en 1838.
Es el marqués de Rafal que durante más tiempo ha ostentado el título, tras haberlo portado durante 56 años. 

## Biografía
Alfonso Pardo nació en Madrid el 18 de febrero de 1876 siendo el quinto hijo y segundo varón de María Isabel Manuel de Villena y Álvarez de las Asturias y de Arturo Pardo de Inchausti. En su bautizo tuvo como padrinos al rey de España Alfonso XII y a la hermana del monarca, la princesa de Asturias Isabel de Borbón y Borbón.
Su madre le cedió en su compleja herencia, por escritura del 17 de abril de 1899, el título de marqués de Rafal acompañado de la grandeza de España. La real carta de sucesión fue expedida el 23 de septiembre de 1899.
La marquesa María Isabel, madre de Alfonso, decidió ceder algunos títulos en vida, cediendo en 1896 a Isabel el marquesado de Puebla de Rocamora y en 1899 algunos títulos correspondientes a sus hijos varones, quedando María Isabel con los condados de Vía Manuel y de Granja de Rocamora, teniendo que esperar Arturo y Josefa a su fallecimiento en 1929 para poder tomar posesión de ellos. Arturo fallecería en 1907 sin haber podido tomar posesión del condado de Vía Manuel.
En 1899, Alfonso, a los veintitrés años de edad, heredó de su madre el título de marqués de Rafal, con grandeza de España, título al que sumaría el marquesado de Villa Alegre de Castilla tras su rehabilitación. 
Alfonso, que era licenciado en derecho, fue senador del reino, caballero de la Soberana Orden Maltesa de San Juan de Jerusalén, gran cruz de San Miguel de Baviera, tesorero de la Asamblea de la Real Academia Española, gentilhombre grande de España con ejercicio y servidumbre del rey Alfonso XIII y vocal del Consejo de la Diputación de la Grandeza de España.

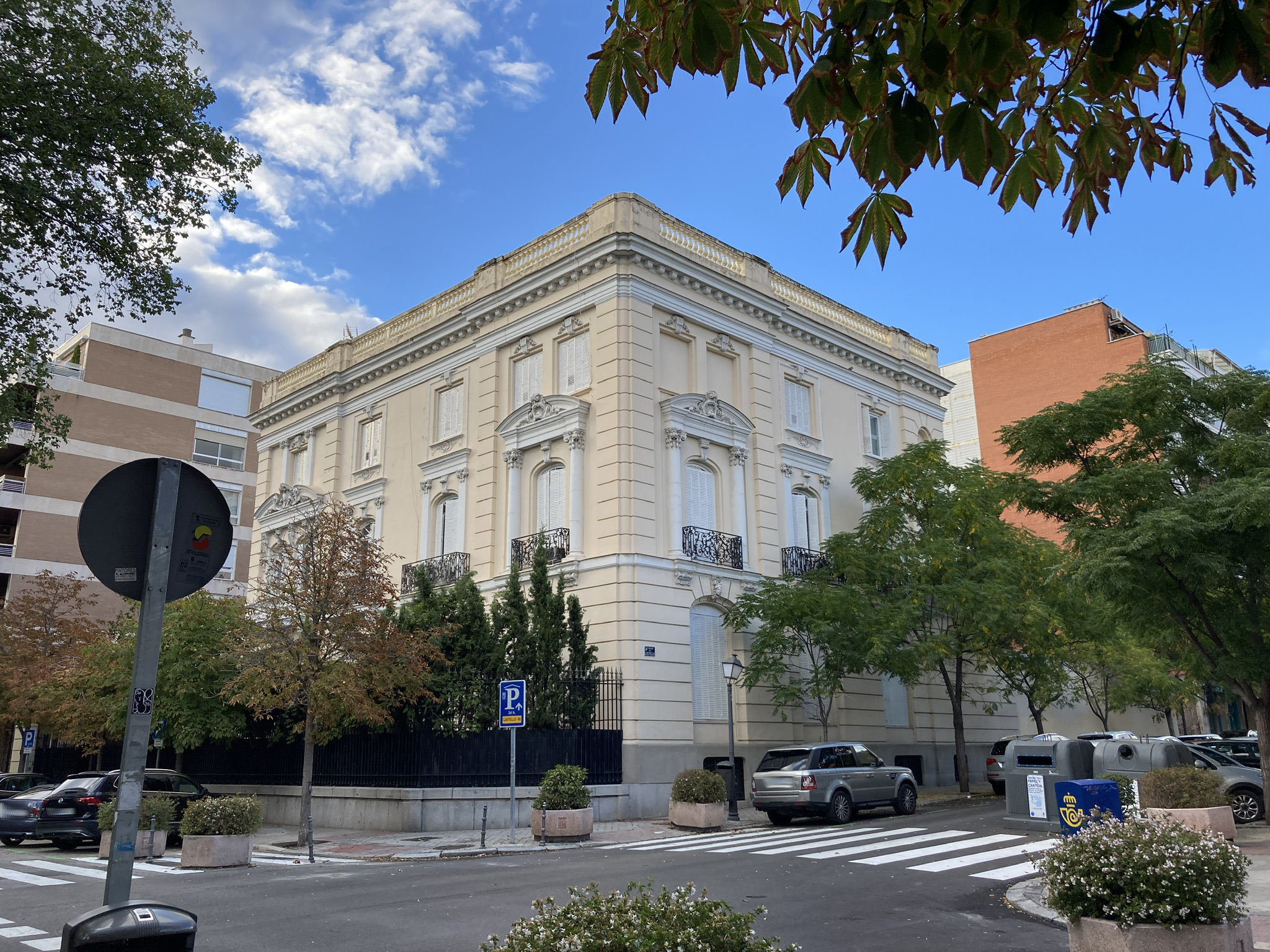
Palacete que mandó construir en Madrid, y que sirvió brevemente de residencia de Alfonso Pardo.

Fue condecorado con las medallas de Alfonso XIII, Regencia, Sitios de Zaragoza y Brihuega, esta última perteneciente a la Real Academia de la Historia.
Alfonso Pardo formó parte de la Real Academia de la Historia por la Diputación de la Grandeza. Llevó a cabo varios estudios sobre las aportaciones de sus antepasados en las distintas guerras históricas acaecidas en España, como la de Sucesión, la de la Independencia y las Guerras Carlistas.

## Matrimonio y descendencia
Alfonso Pardo casó a los veintidós años en Madrid con Ignacia María de Egaña y Aranzabe el 10 de junio de 1899. Ignacia era dama de la Orden de las Damas Nobles de la Reina María Luisa. Tuvieron cuatro hijos:
- María Isabel Pardo-Manuel de Villena y Egaña (6 de abril de 1900-1956), XI vizcondesa de Peñaparda de Flores.
- Fernando Pardo-Manuel de Villena y Egaña (16 de mayo de 1901-19 de diciembre de 1977), XV marqués de Rafal, V marqués de Valdesevilla.
- Ignacio Pardo-Manuel de Villena y Egaña (18 de julio de 1907-30 de septiembre de 1983), VI marqués de Villa Alegre de Castilla.
- María Inmaculada Pardo-Manuel de Villena y Egaña (24 de abril de 1909-10 de mayo de 2010), condesa de Asumar.

## Reparto de títulos
El 8 de enero de 1955 falleció en Madrid a los 78 años Alfonso de Pardo y Manuel de Villena.
Alfonso Pardo había decidido dejar en herencia un título a cada hijo varón, heredando Fernando el marquesado de Rafal con grandeza de España y su hermano Ignacio el marquesado de Villa Alegre de Castilla. Las hijas de Alfonso Pardo terminarían obteniendo títulos de nobleza, siendo María Isabel vizcondesa de Peñaparda de Flores y María Inmaculada condesa de Asumar.